# MI10
MI10 was de Britse militaire inlichtingendienst sectie 10 (British Military Intelligence Section 10) en hield zich bezig met wapens en technische analyse tijdens de Tweede Wereldoorlog. De groep werd later ingevoerd in de Government Communications Headquarters of GCHQ.